# George Pratt

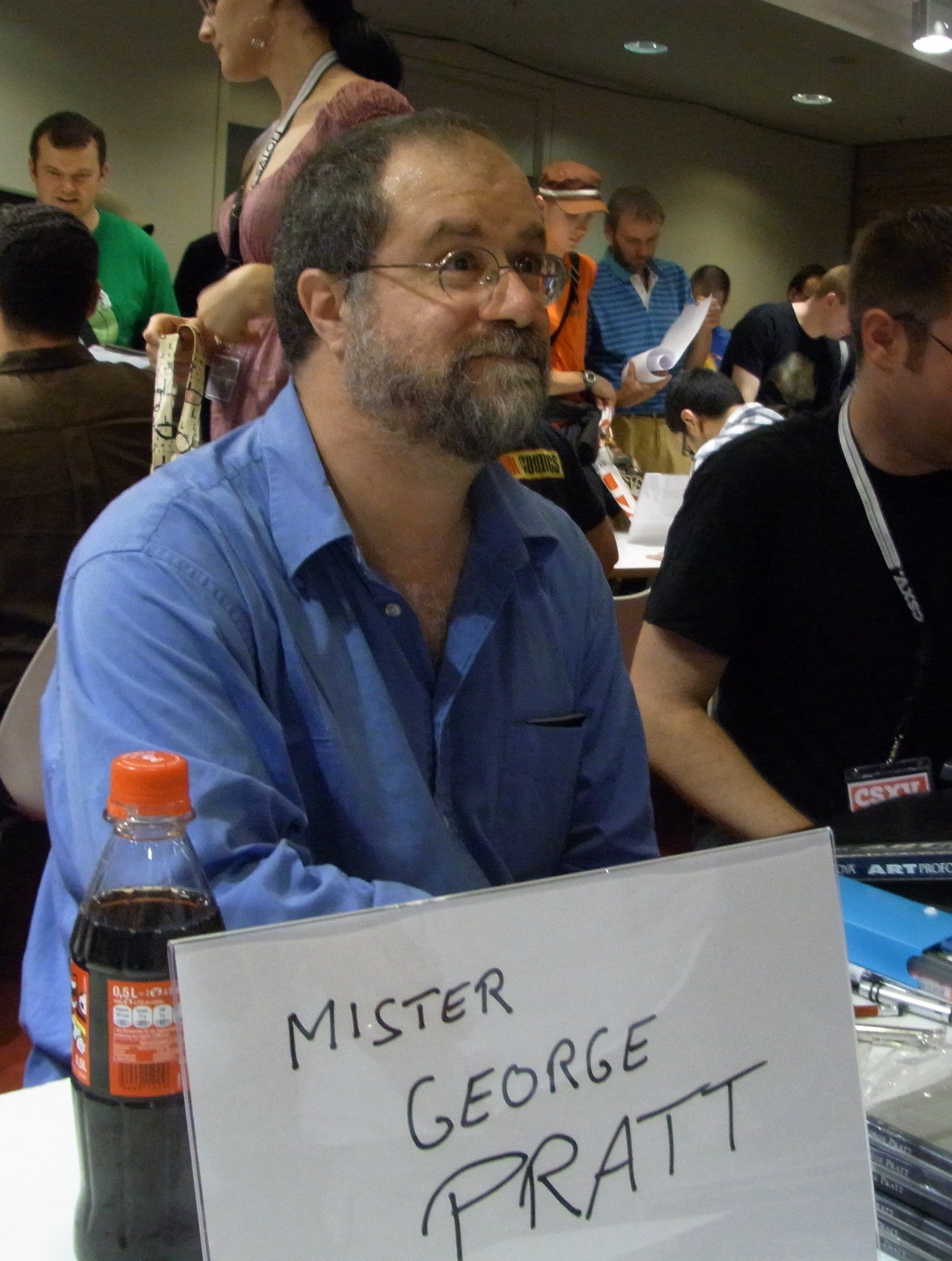
2012 auf dem Comic-Salon in Erlangen

George Pratt (* 13. Oktober 1960 in Beaumont, Texas) ist ein US-amerikanischer Comiczeichner, Illustrator, Künstler und Autor.

## Leben
1980 ging Pratt nach New York, um am Pratt Institute Kunst zu studieren. Sein erster grafischer Roman, Enemy Ace: War Idyll, wurde mit nahezu jedem bedeutenden Preis der Comicliteratur ausgezeichnet. Es folgten zahlreiche Art- und Sketchbooks, Comicarbeiten (Batman, Sandman etc.), Illustrationen und Fotoserien für Zeitschriften (Argosy), sowie diverse Einzelausstellungen. 
Zuletzt arbeitete er für Marvel an der vierteiligen Miniserie: Wolverine: Netsuke, wofür er den begehrten Eisner Award verliehen bekam. 
Sein impressionistischer, malerischer Stil erinnert an Zeichner wie: Kent Williams, Phil Hale oder Ashley Wood.
Gegenwärtig lebt George Pratt in Chapel Hill, North Carolina.